# Marcel Schlutt
Marcel Schlutt (Demmin, Duitsland, 1 augustus 1977) is een Duits model, fotograaf en columnist. Hij werd bekend als tv-presentator en pornoacteur in homoseksuele pornografie.

## Biografie
Schlutt, het enige kind van een hoefsmid, werd geboren in Demmin in Mecklenburg-Voor-Pommeren, maar bracht na de Duitse hereniging in 1990 het grootste deel van zijn leven door in Bielefeld. Hij groeide op op een paardenboerderij waardoor hij al vanaf zijn vierde paardreed en verschillende prijzen won. Na zijn afstuderen verhuisde hij naar Münster waar hij begon aan een training als gekwalificeerd paardenverzorger.
Op zijn achttiende werd hij als model gevraagd door de Keulse fotograaf TeeJott. Hij verscheen in een serie geïllustreerde boeken, zelfs naakt met een stijve penis. In 1998 won hij een modellenwedstrijd. Als het nieuwe gezicht van het So Dam Tuff-agentschap werd hem gevraagd in Londen en Madrid te wonen, waar hij als professioneel model werkte voor modelabels als Paul Smith, The Face, Levis, NewYorker en H&M.
Toen hij in 2001 terugkeerde naar huis begon als televisiepresentator waar hij tussen 2002 en 2004 shows als SexygayPlaces.tv en Backstage - Das Magazin voor Beate Uhse TV presenteerde. In 2003 begon Schlutt zijn carrière als pornoacteur, waarna hij bekend werd door zijn optreden in producties van verschillende Duitse pornobedrijven als Cazzo Film, Wurstfilm, Eurcreme en Michael Lucas' Lucas Entertainment. Hij deed zowel top- als bottompartijen, en raakte vooral bekend door zijn eerste hoofdrol in Jörg Andreas' gevangenisfilm Locked Up, waar zowel een softporno- als een harde pornoversie van uitgebracht werden op Dvd. Daarnaast verscheen hij op verschillende betaalde internetsites, en werkte hij als escort. Tegelijkertijd bleef hij modelwerk doen voor Berlijnse agenten als VIVA en M4.
In 2005 legde hij zich toe op professionele fotografie. Enige van zijn eerste foto's verschenen in het boek Skate! en in het gay tijdschrift DU&ICH, waarvoor hij ook een semi-autobiografische column, Max in the City schreef. Ook verscheen hij in de Russische Vogue.
In 2007 kondigde hij aan te stoppen met de porno, wat resulteerde in een laatste optreden in Bruce LaBruce'softpornofilm Otto; or Up with Dead people, waarin hij een van de drie hoofdrollen speelde, een zombie genaamd Fritz. Echter in 2010 maakte hij een filmversie van zijn Max in the City-column, wat een pornografische inhoud heeft.
In 2009 speelde hij zichzelf in Claude Pérès' film Unfaithful. Sinds 2011 publiceert hij het online tijdschrift HONK!

## Videografie
- Männer zum Knutschen (2012)
- Alex und der Löwe (2010)
- Max and the City (2010)
- Infidèles (2009)
- The Boy with the Sun in His Eyes (2009)
- Fick den Touri (2008)
- Fucking Art (2008)
- Wasserratten (2008)
- Otto; or, Up with Dead People (2008)
- Jung & dauergeil - Best of Berlin Male Volume 6 (2008)
- Deep (2007)
- Fuck Me Harder - Best of Berlin Male Volume 5 (2007)
- Cruising Budapest 2: Ben Andrews (2007)
- Fickfleisch Deluxe - Best of Berlin Male Volume 4 (2007)
- Cam Shooterz (2007)
- Fickfracht (2007)
- Liquid Heat (2007)
- Schwanzangriff! - Best of Berlin Male Volume 2 (2006)
- Berlin Youngsterz: Best of Berlin Male Volume 1 (2006)
- Echt geil (2006)
- Rainbow's End (2006) (documentaire)
- Druck im Schlauch (2006)
- Fucking Different (2005) (segment "Der andere Planet")
- Sex Klinik (2005)
- Kolbenfresser (2004)
- Gefangen (2004)
- Scum! (2004)

- Biblioteca Nacional de España: XX5210534
- Bibliothèque nationale de France: cb17121053j (data)
- Gemeinsame Normdatei: 102549816X
- International Standard Name Identifier: 0000 0003 8162 0393
- Library of Congress Control Number: no2009150083
- Système universitaire de documentation: 171180585
- Virtual International Authority File: 261540064
- WorldCat: E39PBJmXMQWMh89YvF8tRPHpyd